# Collmberg
Der Collmberg (slawische Bezeichnung; vgl. sorbisch chołm – „Hügel, Kuppe“) ist die höchste Erhebung im Landkreis Nordsachsen. Er hieß bis in das 19. Jahrhundert auch Spielberg. Eine andere frühere Bezeichnung ist Oschatzer Collm. Er ist 312,8 m ü. NHN hoch und stellt eine Landmarke im Wermsdorfer Forst dar. Der Berg liegt etwa 6 Kilometer westlich von Oschatz in der Nähe des Dorfes Collm. Je nach verwendetem Kartenmaterial und Bezugspunkt findet man unterschiedliche Angaben zur Höhe. Vor 1945 wurde auf OLEX-Autokarten die Höhe mit 314 m angegeben, auf nach 1990 erschienenen Karten variieren die Höhenangaben zwischen 312 und 318 m.

## Geologie
Das Gestein des Collmbergs besteht aus mehr als 500 Millionen Jahre alter Grauwacke aus dem Kambro-Ordovizium ferner aus Quarziten und Konglomeraten. Die heutige Form des Berges entstand im Pleistozän. Am Collmberg steht das älteste bekannte und nachgewiesene Gestein Nordsachsens an der Oberfläche beim Steinbruch und Flächennaturdenkmal Grauwacke-Felsen am Collmberg an. Dank den besonderen widerstandsfähigen Eigenschaften des Gesteins überdauerte der Collmberg viele Millionen von Jahren als „Härtling“ und gilt heute als der älteste Berg Sachsens. Die Grauwacken sind über die benachbarten Berge in ostnordöstlicher Richtung bis zum Bornaer Weinberg und zum Käferberg bei Zaußwitz zu verfolgen.
Mit dem einen Kilometer östlich liegenden Windmühlenberg (251 m ü. M.), der auch „Kleiner Collm“ oder wegen seiner Form „Spitzcollm“ genannt wird, dem Eichberg (175 m ü. M.) nördlich von Striesa und einigen weniger prominenten Erhebungen bildet der Collmberg den Collmrücken.

## Vegetation
Der Collmberg ist bewaldet, hauptsächliche Baumarten sind Rotbuche, Stieleiche, Traubeneiche und Nadelgehölze. Die Strauchschicht besteht vor allem aus Faulbaum, Eberesche und Holunder. Die Bodenflora weist an feuchten Stellen Farne und Moose auf, an trockenen Gräser und Drahtschmiele.

## Meteorologie
Der Collmberg ist eine lokale Wetterscheide. Der Oschatzer Chronist Carl Samuel Hofmann berichtet dazu 1817: Den Landleuten dient der Collm gleichsam zu einer Wetterfahne. Denn solange die Kuppe desselben, auch bey übrigens heiterem Himmel, umnebelt ist, tritt nie beständig gutes Wetter ein. Der Collmberg raucht Tabak, sagt dann der Landmann … Auch ist der Berg für die auf der Morgenseite liegenden Ortschaften in der Regel ein Ableiter, denn über seinem Gipfel teilen sich fast alle vom Abend heraufsteigenden Gewitter und Schloßenwetter.

## Geschichte
Auf dem Berg befindet sich eine mittelalterliche Wallanlage (archäologische Datierung ca. 900/930), über deren Geschichte jegliche Überlieferungen fehlen. Neben einem Ringwall mit einem Durchmesser von 200 Metern auf 100 Meter, der die gesamte Kuppe umschließt, befinden sich am westlichen Berghang weitere drei Wälle.
Eine weitere Wallanlage, das Alte Schloss, liegt zwischen Collm und der Hubertusburg.
Der Collmberg war nicht, wie oft behauptet wird, die Stätte des meißnischen Landtages 1198 („Landding“), sondern es war die 1000-jährige Linde im Dorf Collm, das an seinem Südhang liegt.
Anlässlich des 60-jährigen Regentschaftsjubiläums des Königs Friedrich August I. wurde der Berg im Jahr 1823 als Standort eines Nationaldenkmals auserkoren, in dem eine Büste des Königs aufgestellt werden sollte. Als dem König der eigentliche Zweck der Errichtung bekannt wurde, nämlich die Huldigung seiner Person, lehnte er ab.
1827, nach dem Tode des Königs, konstituierte sich ein Verein zur Errichtung eines Denkmals, der landesweit Spenden sammelte. Als Standort für das 1828 von Ernst Rietschel geschaffene Denkmal wurde die Residenzstadt Dresden ausgewählt.

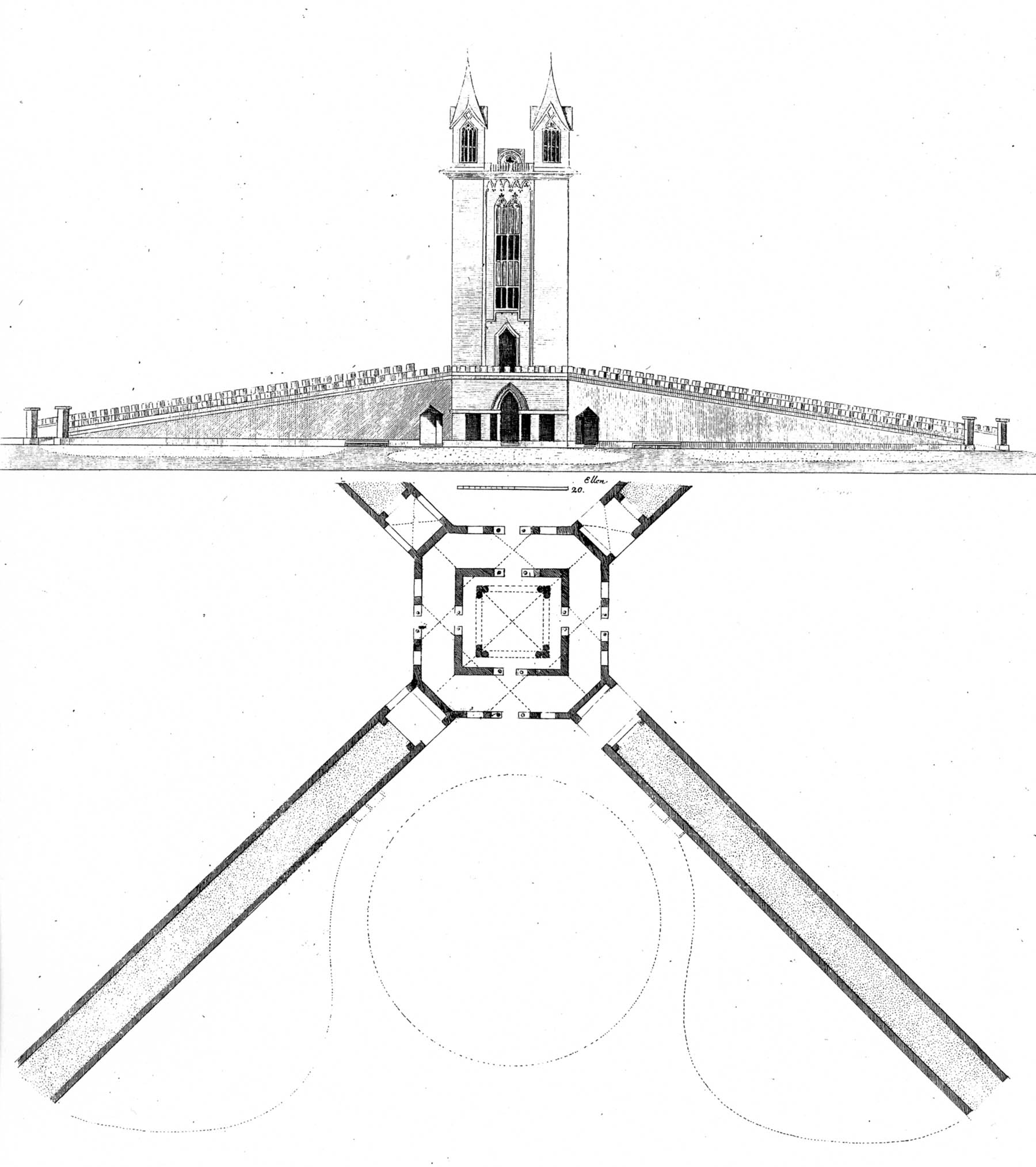
Entwurf zum Nationaldenkmal: Ansicht und Grundriss
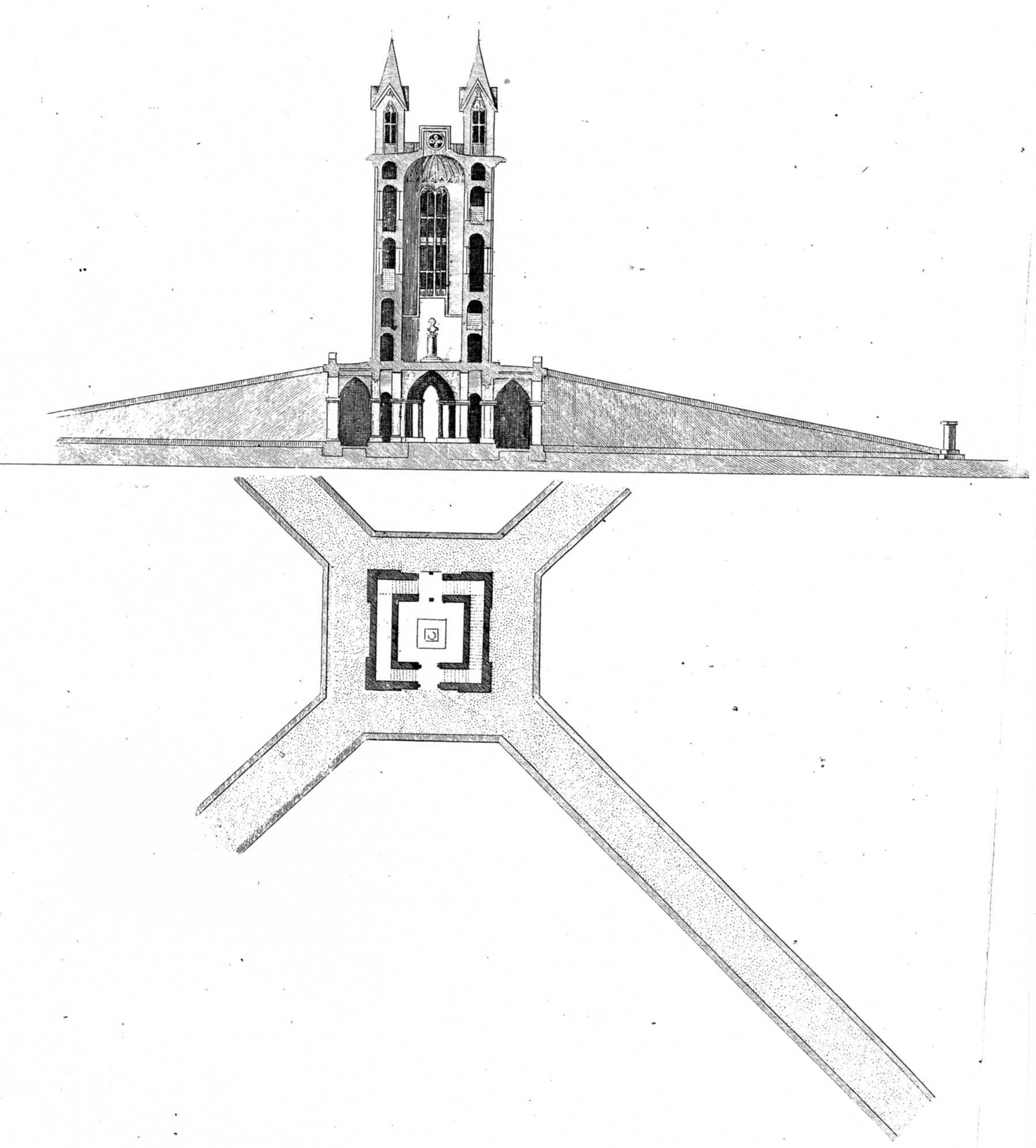
Entwurf zum Nationaldenkmal: Ansicht und Grundriss

1854 wurde der Albertturm eröffnet, 1932 nahm das auf den Collmberg verlegte geophysikalische Observatorium der Universität Leipzig die Arbeit auf.
Nach 1945 wurde der Collm zur militärischen Sicherheitszone erklärt. Die verlassene Berggaststätte musste 1967 abgerissen werden.

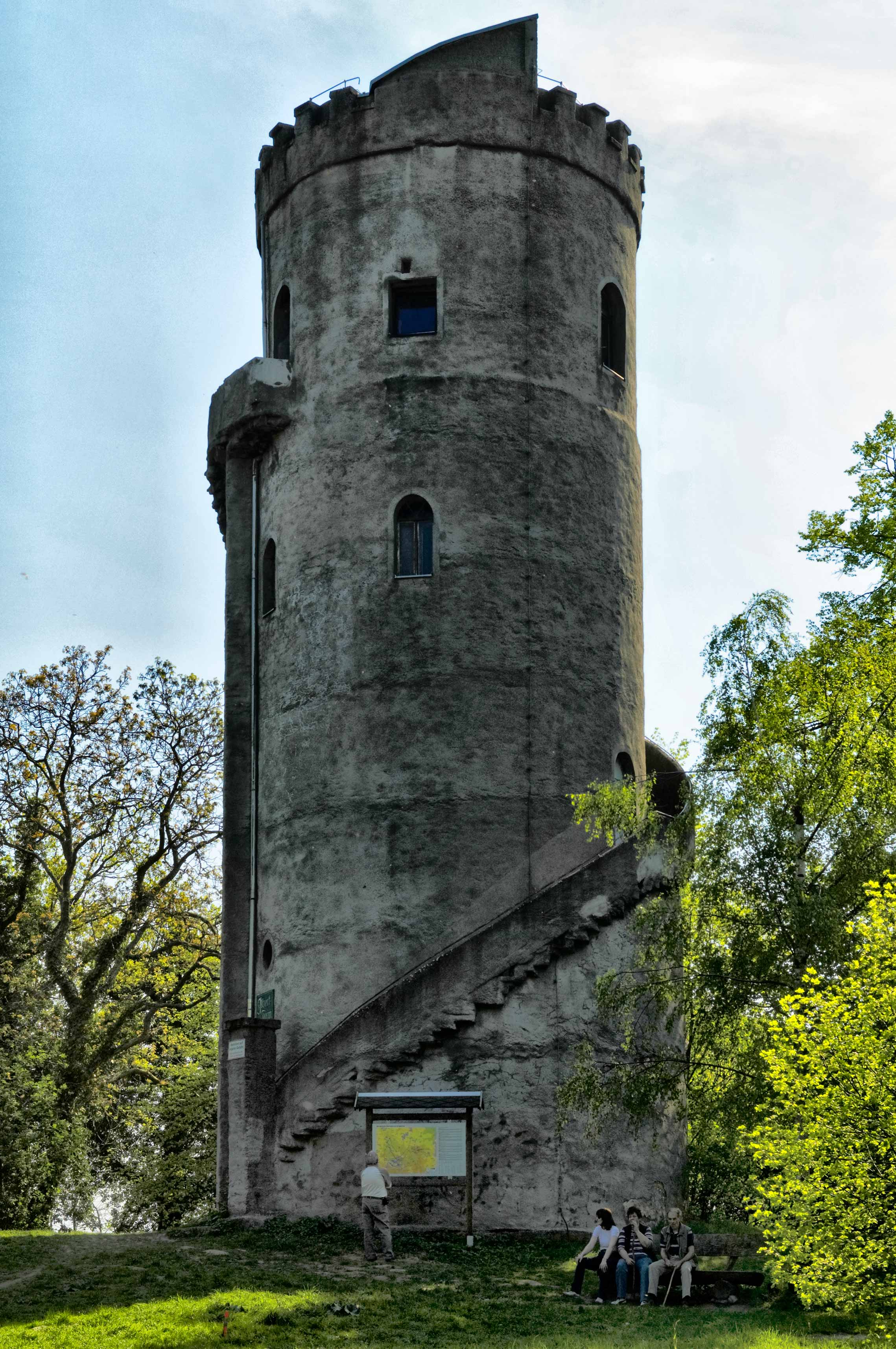
Albertturm

## Albertturm
Bereits 1629 wollte Kurfürst Johann Georg I. auf dem Collm einen zweigeschossigen quadratischen Turm von acht Meter Seitenlänge und 20 Meter Höhe errichten lassen, doch der Dreißigjährige Krieg verhinderte den Bau. Um 1840 wurde auf dem Collmberg ein fliegender Bierschank errichtet, den der Restaurateur Lettau aus Calbitz mit Hilfe eines Eselgespannes unterhielt. Wenige Jahre später errichtete der gleiche Gastwirt mit staatlicher Genehmigung ein Berggasthaus. Um den Aufstieg auf den Berg noch attraktiver für Wanderer zu machen, fehlte ein Turm, der trotz der hohen Bäume eine Rundsicht ins Land ermöglichte. Als im Sommer 1851 der Meißener Schriftsteller Julius Hofmann den Berg erstieg, beklagte er das Fehlen eines Aussichtsturmes mit den Versen: Doch hier auf des Berges Gipfel, hemmten dichtbelaubte Wipfel freien Blick dem Spähergeist!
Der 18 Meter hohe Albertturm wurde 1853 errichtet und 24. April 1854 durch ein Comitee des Thurmbaus zur Besteigung freigegeben. Seither dient er als Aussichtsturm. Er wurde nach dem damaligen Prinzen und Herzog, dem späteren König Albert von Sachsen, benannt. Er besteht aus drei Etagen. 99 Stufen führen auf einer Außentreppe, die erst in der letzten Etage im Inneren des Turmes auf die Aussichtsplattform weitergeführt wird. Der Turm gestattet Aussichten auf den Wermsdorfer Wald und die Dahlener Heide, ferner auf den Petersberg bei Halle, Schloss Hartenfels in Torgau, das Völkerschlachtdenkmal und das City-Hochhaus Leipzig, die Augustusburg sowie den Lilienstein in der Sächsischen Schweiz. Auf der Dacheindeckung wurden 2002 zwei Tafeln mit der Beschriftung Augustusburg 57 Kilometer und Auersberg 110 Kilometer angebracht.
Auf der Südseite der Aussichtsplattform des Albertturms steht ein säulenförmiger Granitpfeiler mit der Aufschrift Königlich-sächsische Station der mitteleuropäischen Gradmessung 1865, der an die Mitteleuropäische Gradmessung 1865 erinnert, bei der der Collm für das sächsische Dreiecksnetz ein Punkt erster Ordnung war. Bei dieser Gelegenheit gelang es, vom Turm aus mit einem Heliotrop den nahezu 100 Kilometer südlich entfernten Fichtelberg (Erzgebirge) anzupeilen.
Anfang der 1990er Jahre war der Albertturm baufällig geworden. Der Staatsbetrieb Sachsenforst ließ ihn 1994 sperren, zog neue Stahlträger ein und brachte einen neuen Betonbelag ein. Nachdem die NPD Kaufabsichten über den Turm geäußert hatte, kaufte die Gemeinde Wermsdorf im Dezember 2010 vom Staatsbetrieb Sächsisches Immobilien- und Baumanagement (SIB) den Turm für 300 Euro. Der Turm ist heute ein überregional beliebtes Wander- und Ausflugsziel.

## Geophysikalisches Observatorium
Zwischen 1927 und 1932 wurde mit Geldern der amerikanischen Rockefeller-Stiftung ein Neubau des seit 1902 bestehenden geophysikalisches Observatorium der Universität Leipzig auf dem Collmberg errichtet und 1932 eröffnet. 1935 wurde das Observatorium um eine seismographische Station erweitert. Seither wird mittels Seismografen eine lückenlose Erdbebenregistrierung durchgeführt und die Windgeschwindigkeit der Hochatmosphäre gemessen. Erster wissenschaftlicher Leiter der Einrichtung war Ludwig Weickmann. Heinz Lettau konstruierte in dieser Station von 1936 bis 1937 ein mechanisch gekoppeltes Horizontalpendel zur Messung von Neigungen der Erdoberfläche. Die Messungen spielten eine Rolle bei der seismografischen Beweisführung über die Theorie eines deutschen Atombombenversuchs am 2. Oktober 1944.
Im Observatorium auf dem Collmberg können weltweite Beben ab der Magnitude 4,8 auf der Richterskala registriert werden. Anfang der 1990er-Jahre wurde ein Regionalnetz aus sechzehn gleichartig ausgerüsteten Messstellen aufgebaut, zu dem seit 1993 die Collmer Station gehört.  Durch die hohe Empfindlichkeit der Collmer Seismographen können Bodenbewegungen von millionstel Millimetern ausgewertet werden. Dazu gehören unterirdische Explosionen, Steinbruchsprengungen oder Bergschläge.
Zur Messung der Windgeschwindigkeit werden von drei beieinanderliegenden Empfängern für die Signale der Langwellenrundfunksender auf 177 kHz (Sender Zehlendorf), Radio Polonia auf 225 kHz (Solec Kujawski) und von Radiojurnal aus Topolná (Tschechien) auf 270 kHz die Feldstärke gemessen und aus den Messwerten auf Strömungsgeschwindigkeiten in der Hochatmosphäre geschlossen.

## Funkstationen
Im Jahre 1960 wurde auf dem Berg ein Richtfunkturm errichtet. Der 90 Meter (ohne Antennenmast 64 Meter) hohe Richtfunkturm wurde als UKW-Sender Oschatz bekannt. Im Jahr 2004 wurde auf dem Collmberg ein zweiter, 100 Meter hoher Funkturm errichtet, der im Unterschied zum 1960 errichteten keine hochgelegenen Betriebsräume besitzt. Der nun überflüssige alte Funkturm wurde ab Mai 2005 abgetragen. Auf dem Collmberg befinden sich auch die Amateurfunk-Relaisstationen DB0SAX und DM0SAX.

## Weitere Gebäude
Neben dem Albertturm wurde der Collmberg mit einem Wohnhaus, einem Wirtschaftsgebäude, einer Halle für Konzerte und einem Gasthaus mit Saal und Nebenstuben bebaut. In Nachbarschaft des Turms befand sich auch ein Gehege mit Rehen, Hirschen und Kaninchen.